# Vláda Ladislava Adamce
Vláda Ladislava Adamce byla československá vláda úřadující od 12. října 1988, kterou jmenoval prezident republiky Gustáv Husák. Během sametové revoluce došlo 3. prosince 1989 k její personální obměně. Kabinet tak pokračoval pod vedením Mariána Čalfy pověřeným řízením od 7. do 10. prosince 1989, kdy jej nahradila první vláda Mariána Čalfy, tzv. Vláda národního porozumění.

## Poměr sil ve vládě

### Počet ministrů

#### při jmenování
| - KSČ | 20 |

#### po rekonstrukci 3. prosince 1989
| - KSČ       | 15 |
| - nezávislí | 3  |
| - ČSL       | 1  |
| - ČSS       | 1  |

## Přehled členů vlády
| Úřad                                                            | Člen vlády                                       | Strana    | Nástup do úřadu  | Odchod z úřadu    |
| --------------------------------------------------------------- | ------------------------------------------------ | --------- | ---------------- | ----------------- |
| Předseda vlády                                                  | Ladislav Adamec                                  | KSČ       | 12. října 1988   | 7. prosince 1989  |
| Předseda vlády                                                  | Marián Čalfa od 7. prosince 1989 pověřen řízením | KSČ       | 7. prosince 1989 | 10. prosince 1989 |
| První místopředseda vlády                                       | Pavol Hrivnák                                    | KSČ       | 12. října 1988   | 19. června 1989   |
| První místopředseda vlády                                       | Zdeněk Horčík                                    | KSČ       | 19. června 1989  | 3. prosince 1989  |
| První místopředseda vlády                                       | Marián Čalfa                                     | KSČ       | 3. prosince 1989 | 10. prosince 1989 |
| Místopředseda vlády                                             | František Pitra                                  | KSČ       | 12. října 1988   | 10. prosince 1989 |
| Místopředseda vlády                                             | Ivan Knotek                                      | KSČ       | 12. října 1988   | 19. června 1989   |
| Místopředseda vlády                                             | Matej Lúčan                                      | KSČ       | 12. října 1988   | 19. června 1989   |
| Místopředseda vlády                                             | Karel Juliš                                      | KSČ       | 12. října 1988   | 3. prosince 1989  |
| Místopředseda vlády                                             | Jaromír Obzina                                   | KSČ       | 12. října 1988   | 3. prosince 1989  |
| Místopředseda vlády                                             | Pavol Hrivnák                                    | KSČ       | 19. června 1989  | 10. prosince 1989 |
| Místopředseda vlády                                             | Ladislav Vodrážka                                | KSČ       | 19. června 1989  | 10. prosince 1989 |
| Místopředseda vlády                                             | Josef Hromádka                                   | nestraník | 3. prosince 1989 | 10. prosince 1989 |
| Místopředseda vlády Předseda Státní plánovací komise            | Bohumil Urban                                    | KSČ       | 12. října 1988   | 10. prosince 1989 |
| Místopředseda vlády Předseda Státní plánovací komise            | Jaromír Žák                                      | KSČ       | 19. června 1989  | 10. prosince 1989 |
| Ministr zahraničí                                               | Jaromír Johanes                                  | KSČ       | 12. října 1988   | 10. prosince 1989 |
| Ministr vnitra                                                  | František Kincl                                  | KSČ       | 12. října 1988   | 3. prosince 1989  |
| Ministr vnitra                                                  | František Pinc                                   | KSČ       | 3. prosince 1989 | 10. prosince 1989 |
| Ministr národní obrany                                          | Milán Václavík                                   | KSČ       | 12. října 1988   | 3. prosince 1989  |
| Ministr národní obrany                                          | Miroslav Vacek                                   | KSČ       | 3. prosince 1989 | 10. prosince 1989 |
| Ministr financí                                                 | Jan Stejskal                                     | KSČ       | 12. října 1988   | 10. prosince 1989 |
| Ministr dopravy a spojů                                         | František Podlena                                | KSČ       | 12. října 1988   | 10. prosince 1989 |
| Ministr práce a sociálních věcí                                 | Miloslav Boďa                                    | KSČ       | 12. října 1988   | 3. prosince 1989  |
| Ministr práce a sociálních věcí                                 | Alfréd Šebek                                     | KSČ       | 3. prosince 1989 | 10. prosince 1989 |
| Ministr hutnictví, strojírenství a elektrotechniky              | Karel Juliš                                      | KSČ       | 12. října 1988   | 19. června 1989   |
| Ministr hutnictví, strojírenství a elektrotechniky              | Ladislav Vodrážka                                | KSČ       | 19. června 1989  | 10. prosince 1989 |
| Ministr paliv a energetiky                                      | Antonín Krumnikl                                 | KSČ       | 12. října 1988   | 10. prosince 1989 |
| Ministr zahraničního obchodu                                    | Jan Štěrba                                       | KSČ       | 12. října 1988   | 3. prosince 1989  |
| Ministr zahraničního obchodu                                    | Andrej Barčák mladší                             | KSČ       | 3. prosince 1989 | 10. prosince 1989 |
| Ministr zemědělství a výživy                                    | Jaromír Algayer                                  | KSČ       | 12. října 1988   | 10. prosince 1989 |
| Ministr pověřený řízením Federálního cenového úřadu             | Jaromír Žák                                      | KSČ       | 12. října 1988   | 19. června 1988   |
| Ministr pověřený řízením Federálního cenového úřadu             | Alfréd Šebek                                     | KSČ       | 19. června 1989  | 3. prosince 1989  |
| Ministr pověřený řízením Federálního cenového úřadu             | Ladislav Dvořák                                  | ČSS       | 3. prosince 1989 | 10. prosince 1989 |
| Předseda Výboru lidové kontroly ČSSR                            | František Ondřich                                | KSČ       | 12. října 1988   | 3. prosince 1989  |
| Předseda Výboru lidové kontroly ČSSR                            | Květoslava Kořínková                             | nestraník | 3. prosince 1989 | 10. prosince 1989 |
| Předseda Státní komise pro vědeckotechnický a investiční rozvoj | Pavol Hrivnák                                    | KSČ       | 12. října 1988   | 3. prosince 1989  |
| Předseda Státní komise pro vědeckotechnický a investiční rozvoj | Karel Juliš                                      | KSČ       | 3. prosince 1989 | 10. prosince 1989 |
| Ministři bez portfeje                                           | Marián Čalfa                                     | KSČ       | 12. října 1988   | 3. prosince 1989  |
| Ministři bez portfeje                                           | Alfréd Šebek                                     | KSČ       | 19. června 1989  | 10. prosince 1989 |
| Ministři bez portfeje                                           | František Reichel                                | ČSL       | 3. prosince 1989 | 10. prosince 1989 |
| Ministři bez portfeje                                           | Viliam Roth                                      | nestraník | 3. prosince 1989 | 10. prosince 1989 |